# Parti progressiste tibétain

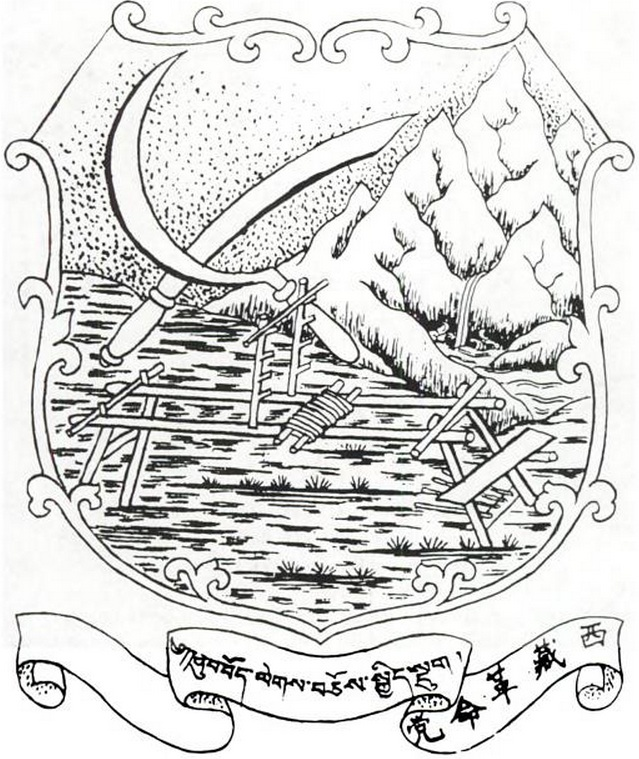
Logo créé par Gendün Chöphel

Le parti progressiste tibétain (tibétain : ནུབ་ལེགས་བོཅོས་སྐྱིད་སྡུག ; wylie : nub-bod-legs-bcos-skyid-sdug ; chinois : 西藏革命黨 ; pinyin : Xīzàng Gémìngdǎng), en anglais Tibet Improvement Party, est un parti politique tibétain fondé en 1939.

## Historique
Le mouvement est né en 1939 à Kalimpong en Inde, fondé par Pandatsang Rapga, membre d'un important groupe de commerçants producteurs de laine dans le Kham. Les autres membres ayant participé au mouvement étaient Thupten Kunphel-la, Gendün Chöphel et Changlochen Sonam Gyalpo. Entre 1931 et 1933, Kunphela était après le 13e dalaï-lama, l'homme le plus puissant au Tibet. Après la mort du dalaï-lama, Kunphela a perdu sa position dominante et a été banni. En 1937, il a réussi à s'échapper et à s'installer à Kalimpong.